# سيكريت نمبر
سيكريت نمبر ((بالكورية: 시크릿넘버)‏) (تكتب بالإنجليزية SECRET NUMBER) هي فرقة فتيات كورية جنوبية متعددة الجنسيات من خمسة أعضاء شكلتها شركة فاين إنترتيمنت. تتكون المجموعة من ليا وديتا وجيني وسودام ودينيس. ترسمت الفرقة في 19 مايو 2020 بألبومهم الفردي "Who Dis؟" 

## التاريخ
في 17 ديسمبر 2019، أعلنت شركة فاين إنترتيمنت عن الظهور الأول لفرقة الفتيات الجديدة. ليا كانت أول عضوة تم الكشف عنها في الفرقة. هي من اليابان وكانت عضوة سابقة في فرقة فتيات سكارف باسم هانا. العضوة الثانية الذي تم الكشف عنها هي ديتا من إندونيسيا، حيث انضمت بعد أن أنهت دراستها في مدينة نيويورك. في 15 نوفمبر 2019، تم الكشف عن جيني ودينيس ليكونا العضوتين الثالثة والرابعة، وكلاهما كوريون أمريكيون من الولايات المتحدة، تليهما سودام بصفتها آخر عضوة في الفرقة والعضوة الوحيدة من كوريا الجنوبية. بعد الكشف عن الأعضاء الخمسة، أكدت الشركة أن أمامهم 100 يوم حتى ترسيمهم، المقرر في 26 مارس 2020. ومع ذلك، في 12 مارس 2020، أخرت شركة فاين إنترتيمنت ظهور الفرقة لأول مرة بسبب وباء COVID-19.

## أعضاء الفرقة
- ليا (레아)
- ديتا (디타)
- جيني (진희)
- سودام (수담)
- دينيس (데니스)

## ديسكغرفي

### ألبومات فردية
| عنوان            | تفاصيل | مراكز الرسم البياني الذروة | مبيعات      |
| عنوان            | تفاصيل | كور </br>                  | مبيعات      |
| ---------------- | --- | -------------------------- | ----------- |
| من ديس؟          | - تاريخ الصدور: 19 مايو 2020 - ضع الكلمة المناسبة: Vine Entertainment ، Kakao M - التنسيقات: قرص مضغوط، تنزيل رقمي، تدفق Track listing 1. Who Dis? 2. Holiday       | 19                         | - كور: 6178 |
| حصلت على هذا بوم | - تاريخ الصدور: 4 نوفمبر 2020 - ضع الكلمة المناسبة: Vine Entertainment ، Kakao M - التنسيقات: قرص مضغوط، تنزيل رقمي، تدفق Track listing 1. Got That Boom 2. Privacy | 20                         | - كور: 6151 |

### الأغاني
| عنوان                                                                      | عام  | مراكز الرسم البياني الذروة | البوم            |
| عنوان                                                                      | عام  | كور </br>                  | البوم            |
| -------------------------------------------------------------------------- | ---- | -------------------------- | ---------------- |
| "من ديس؟"                                                                  | 2020 | -                          | من ديس؟          |
| "حصلت على هذا بوم"                                                         | 2020 | -                          | حصلت على هذا بوم |
| تشير "-" إلى الإصدارات التي لم يتم رسمها أو لم يتم إصدارها في تلك المنطقة. |      |                            |                  |

## روابط خارجية
- سيكريت نمبر  على فيسبوك.